# Juncaginaceae
Famille
Classification APG III (2009)
La famille des Juncaginaceae (Juncaginacées) est constituée de plantes monocotylédones ; elle comprend une grosse vingtaine d'espèces réparties en 2 à 4 genres.
Ce sont des plantes herbacées aquatiques, généralement pérennes, des régions froides à subtropicales, largement répandues dans les zones tempérées et froides.
Dans cette famille on peut citer le troscart maritime (Triglochin maritima L.) des marécages maritimes et prés salés. 

## Étymologie
Le nom vient du genre Juncago dérivé du latin juncus (jonc) et du suffixe -ago (sorte de), inclus désormais dans genre Triglochin, signifiant la ressemblance de Juncago avec Juncus (Juncaceae).
On a ici un exemple de famille ayant pris le nom du genre-type qui n'est plus accepté.

## Classification
Les espèces du genre-type Juncago sont incluses dans le genre Triglochin (Triglochin palustris ex Juncago palustris, Triglochin maritima ex Juncago maritima). 
En classification phylogénétique APG IV (2016) le genre Maundia est retiré des Juncaginaceae pour former la famille des Maundiaceae, monospécifique. Il s’agirait d'un clade très proche unissant Potamogetonaceae et Juncaginaceae ainsi que les familles des herbiers marins (Cymodoceaceae, Posidoniaceae ,  Ruppiaceae et Zosteraceae).

## Liste des genres
Selon Angiosperm Phylogeny Website (19 mai 2010) et DELTA Angio (15 avr. 2010) :
- Lilaea Bonpl.
- Maundia F.Muell.
- Tetroncium Willd.
- Triglochin L.

Selon ITIS (15 avr. 2010) :
- Lilaea Bonpl.
- Triglochin L.

## Liste des genres et espèces
Selon World Checklist of Selected Plant Families (WCSP) (15 avr. 2010) :
- genre Lilaea Bonpl. (1808)
  - Lilaea scilloides  (Poir.) Hauman, Publ. Inst. Invest. Geogr. Fac. Filos. Letras Univ. Buenos Aires (1925)
- genre Tetroncium Willd. (1808)
  - Tetroncium magellanicum  Willd. (1808)
- genre Triglochin Riv. ex L. (1753)
  - Triglochin alcockiae  Aston (1993)
  - Triglochin bulbosa  L. (1771)
  - Triglochin calcitrapa  Hook. (1845)
  - Triglochin centrocarpa  Hook. (1845)
  - Triglochin dubia  R.Br. (1810)
  - Triglochin gaspensis  Lieth & D.Löve (1961)
  - Triglochin hexagona  J.M.Black (1925)
  - Triglochin huegelii  (Endl.) Aston (1995)
  - Triglochin isingiana  (J.M.Black) Aston (2008)
  - Triglochin linearis  Endl. (1846)
  - Triglochin longicarpa  (Ostenf.) Aston (2008)
  - Triglochin maritima  L. (1753)
  - Triglochin mexicana  Kunth (1816)
  - Triglochin microtuberosa  Aston (1993)
  - Triglochin minutissima  F.Muell. (1867)
  - Triglochin mucronata  R.Br. (1810)
  - Triglochin muelleri  Buchenau (1903)
  - Triglochin multifructa  Aston (1993)
  - Triglochin palustris  L. (1753)
  - Triglochin procera  R.Br. (1810)
  - Triglochin protuberans  Aston (1999)
  - Triglochin rheophila  Aston (1993)
  - Triglochin stowardii  N.E.Br. (1914)
  - Triglochin striata  Ruiz & Pav. (1802)
  - Triglochin trichophora  Nees ex Endl. (1846)
  - Triglochin triglochinoides  (F.Muell.) Druce (1916 publ. 1917)
  - Triglochin turrifera  Ewart (1931)

Selon NCBI (10 avril 2021) :
- genre Cycnogeton
  - Cycnogeton dubium
  - Cycnogeton multifructum
  - Cycnogeton procerum
  - Cycnogeton rheophilum
- genre Tetroncium
  - Tetroncium magellanicum
- genre Triglochin
  - Triglochin barrelieri
  - Triglochin buchenaui
  - Triglochin bulbosa
  - Triglochin calcitrapa
  - Triglochin centrocarpa
  - Triglochin compacta
  - Triglochin concinna
  - Triglochin elongata
  - Triglochin gaspensis
  - Triglochin hexagona
  - Triglochin laxiflora
  - Triglochin maritima
  - Triglochin milnei
  - Triglochin palustris
  - Triglochin scilloides
  - Triglochin striata